# Patrick Lessmann
Patrick Lessmann ist ein deutscher Goldschmiedemeister und Gutachter in den Bereichen Gemmologie und Diamant-Graduierung.

## Leben und Werk
Der Goldschmiedemeister Patrick Lessmann führt ein Juweliergeschäft in Büttgen und ist Experte für Schmuck, Gemmologie sowie Diamantgraduierung. In dieser Kapazität tritt er seit Juni 2023 in der ZDF-Sendereihe Bares für Rares auf, wo er historischen und neuzeitlichen Schmuck bewertet.
Seit 2013 spielt Lessmann die Gitarre in der Heavy-Metal-Band Devilusion.